# Caryogamie
La caryogamie est la phase durant laquelle fusionnent les deux pronuclei (mâle et femelle) au sein de l'ovocyte pour former la cellule œuf diploïde.

Chez les mammifères, les pronuclei comportent lors de la fécondation des chromosomes monochromatidiens. Les pronuclei se rapprochent, et leurs enveloppes forment des interdigitations. Pendant cette phase a lieu la réplication de l'ADN dans chacun des pronuclei, ce qui conduit donc à des chromosomes bichromatidiens.
Chez les angiospermes, c'est la fusion des noyaux des gamètes mâle et femelle. Elle a lieu en général environ une heure après fusion des deux gamètes.